# Juanma Marrero
Juan Manuel Marrero Monzón, meglio noto come Juanma (Las Palmas de Gran Canaria, 18 ottobre 1982), è un ex calciatore spagnolo, di ruolo difensore.

## Carriera
Ha giocato nella seconda divisione spagnola.